# Giovanni Spadolini

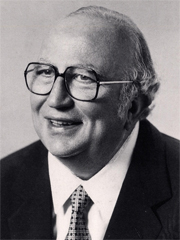
Giovanni Spadolini

Giovanni Spadolini (* 21. Juni 1925 in Florenz; † 4. August 1994 in Rom) war ein italienischer Journalist, Historiker und Politiker der linksliberalen Partito Repubblicano Italiano (PRI), die er von 1979 bis 1987 als nationaler Sekretär führte. Zwischen 1974 und 1987 gehörte er in verschiedenen Positionen der Regierung an, von Juni 1981 bis Dezember 1982 als
Ministerpräsident Italiens. Von 1987 bis 1994 war Spadolini Präsident des italienischen Senats.

## Leben
Spadolini studierte bis 1949 Jura. Mit 25 Jahren wurde er Professor für zeitgenössische Geschichte an der Universität Florenz. Er veröffentlichte viele Bücher politischen und historischen Inhalts. Darin beschäftigte er sich häufig mit dem Risorgimento. Daneben schrieb er ab 1947 Artikel für die Tageszeitung Il Messaggero, ab 1953 war Leitartikelschreiber beim Corriere della Sera. Von 1955 bis 1968 fungierte er als Chefredakteur der Regionalzeitung Il Resto del Carlino in Bologna, von wo er von 1968 bis 1972 als Chefredakteur erneut zum Corriere della Sera in Mailand wechselte. 
Spadolini wurde bei der Parlamentswahl 1972, damals noch als Parteiloser, auf der Liste der PRI in den italienischen Senat gewählt. Bei allen folgenden Wahlen bis 1987 wurde er wiedergewählt. Von 1974 bis 1976 gehörte er dem Kabinett von Aldo Moro (DC) als Minister für Umwelt und Kulturgüter an. Von März bis August 1979 gehörte er als Minister für Öffentliche Bildung im Kabinett Andreotti V erneut der Regierung an. Im September 1979 wurde Spadolini zum nationalen Sekretär (Parteivorsitzenden) der Republikaner gewählt. Er führte die Partei bis 1987. In dieser Zeit genoss die Partei eine zunehmende Popularität, zugleich schwenkte sie auf einen stärker wirtschaftsliberalen Kurs ein und intensivierte ihre Beziehungen zum Arbeitgeberverband Confindustria.

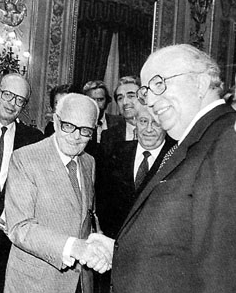
Spadolini (rechts) mit Staatspräsident Sandro Pertini 1982

Nach dem Rücktritt von Ministerpräsident Arnaldo Forlani wurde Spadolini von Präsident Alessandro Pertini im Juni 1981 mit der Regierungsbildung beauftragt, was ihm nach zähen und hartnäckigen Verhandlungen unerwartet gelang. Am 28. Juni 1981 wurde Spadolini erster Regierungschef einer italienischen Nachkriegsregierung, der nicht der Democrazia Cristiana (DC) angehörte; er ist zudem der bislang einzige Ministerpräsident seiner Partei. Sein Kabinett bestand aus Vertretern der Pentapartito (fünf Parteien): DC, PSI, PSDI, PRI und PLI. Das Amt des Regierungschefs übte er bis November 1982 aus. 
Spadolini trat für den NATO-Doppelbeschluss ein und setzte die Stationierung von amerikanischen Cruise Missile auf dem US-Stützpunkt Comiso bei Ragusa auf Südsizilien durch. Als bei Spadolinis früherer Zeitung Corriere della Sera nach einem Besitzerwechsel die Entlassung von 1.230 Beschäftigten drohte, kam es zu einer Staatskrise, bei der Spadolini, dem Unternehmer Olivetti und dem Medientycoon Angelo Rizzoli Manipulation und Verletzung der Kartellgesetzgebung vorgeworfen wurde.
Bettino Craxi, der Chef des Koalitionspartners PSI, zog im August 1982 vorübergehend alle Minister aus dem Kabinett zurück. Spadolini überwand diese Krise und regierte weiter, bis Craxi ihn im November 1982 wegen wirtschaftspolitischer Meinungsverschiedenheiten erneut scheitern ließ. Dessen Kabinett gehörte Spadolini seit von August 1983 bis 1985 als Verteidigungsminister an. 1987 wurde er zum Senatspräsidenten gewählt und blieb es bis April 1994. Staatspräsident Francesco Cossiga ernannte Spadolini im Mai 1991 zum Senator auf Lebenszeit. Nach dem Rücktritt Cossigas am 28. April 1992 führte Spadolini als Senatspräsident für einen Monat kommissarisch die Geschäfte des Staatsoberhaupts, bis Oscar Luigi Scalfaro zum neuen Präsidenten der Republik gewählt wurde. Nach dem Wahlsieg von Silvio Berlusconis Polo per le Libertà bei der Parlamentswahl 1994 fehlte Spadolini eine Stimme zur Wiederwahl als Senatspräsident; Carlo Scognamiglio Pasini von Berlusconis Partei Forza Italia wurde sein Nachfolger.
Spadolini starb am 4. August 1994 im Alter von 69 Jahren an Magenkrebs. Er wurde auf dem Cimitero delle Porte Sante in seinem Geburtsort Florenz bestattet.
Nach Giovanni Spadolini ist die Bibliothek des italienischen Senats benannt.